# Heinrich Becker (Politiker, 1872)
Heinrich Becker (* 24. Juli 1872 in Klein Wanzleben; † nach 1928) war ein deutscher Politiker (DVP).

## Leben
Der Sohn eines Müllers besuchte die Volksschule und absolvierte im Anschluss eine Bäckerlehre in Magdeburg, die er mit der Gesellenprüfung abschloss. Seine Wanderjahre verbrachte er in Bremen, Düsseldorf, Bad Ems, Konstanz, München und Dresden. Nach seiner Rückkehr machte er sich im März 1896 in Magdeburg selbständig. Derweil hatte er die Meisterprüfung bestanden. Als Obermeister der Bäckerinnung war er Vorsitzender der Meisterprüfungskommission und Mitglied der Handwerkskammer Magdeburg. Daneben fungierte er als gerichtlich vereidigter Sachverständiger für den Landgerichtsbezirk Magdeburg. Außerdem war er in den 1920er Jahren Vorsitzender des Germania-Zweigverbandes deutscher Bäckerinnungen für die Provinz Sachsen, Anhalt und Thüringen.
Nach der Novemberrevolution trat Becker in die Deutsche Volkspartei (DVP) ein. Im Februar 1921 wurde er als Abgeordneter in den Preußischen Landtag gewählt, dem er ohne Unterbrechung bis 1928 angehörte. Im Parlament vertrat er den Wahlkreis 10 (Magdeburg).